# Halowe Mistrzostwa Świata w Lekkoatletyce 1999 – pięciobój kobiet
Pięciobój kobiet – jedna z konkurencji rozgrywanych podczas halowych mistrzostw świata w lekkoatletyce w 1999, zmagania w niej odbyły się 5 marca.
Do konkursu zgłoszonych zostało 8 zawodniczek z 7 państw.
Zawody w tej konkurencji wygrała reprezentantka Stanów Zjednoczonych DeDee Nathan. Drugą pozycję zajęła zawodniczka z Rosji Irina Biełowa, trzecią zaś reprezentująca Polskę Urszula Włodarczyk.

## Wyniki

### Bieg na 60 m ppł
Źródło: 
| Miejsce | Zawodniczka          | Państwo           | Wynik | Uwagi |
| ------- | -------------------- | ----------------- | ----- | ----- |
| 1.      | DeDee Nathan         | Stany Zjednoczone | 8,26  | PB    |
| 2.      | Mona Steigauf        | Niemcy            | 8,30  | SB    |
| 3.      | Urszula Włodarczyk   | Polska            | 8,32  | PB    |
| 4.      | Irina Biełowa        | Rosja             | 8,38  |       |
| 5.      | Remigija Nazarovienė | Litwa             | 8,41  |       |
| 6.      | Natalja Roszczupkina | Rosja             | 8,61  |       |
| 7.      | Jane Jamieson        | Australia         | 8,66  |       |
| 8.      | Nathalie Teppe       | Francja           | 8,67  |       |

### Skok wzwyż
Źródło: 
| Miejsce | Zawodniczka          | Państwo           | Wysokość (m) | Wysokość (m) | Wysokość (m) | Wysokość (m) | Wysokość (m) | Wysokość (m) | Wysokość (m) | Wysokość (m) | Wysokość (m) | Wynik | Uwagi |
| Miejsce | Zawodniczka          | Państwo           | 1,65         | 1,68         | 1,71         | 1,74         | 1,77         | 1,80         | 1,83         | 1,86         | 1,89         | Wynik | Uwagi |
| ------- | -------------------- | ----------------- | ------------ | ------------ | ------------ | ------------ | ------------ | ------------ | ------------ | ------------ | ------------ | ----- | ----- |
| 1.      | DeDee Nathan         | Stany Zjednoczone | –            | O            | O            | O            | O            | XXO          | XXO          | O            | 1,86         | PB    |       |
| 2.      | Jane Jamieson        | Australia         | O            | –            | O            | XO           | O            | XXO          | XXO          | XXX          | 1,83         |       |       |
| 3.      | Urszula Włodarczyk   | Polska            | –            | O            | O            | O            | O            | XO           | XXX          | –            | 1,80         |       |       |
| 4.      | Nathalie Teppe       | Francja           | –            | O            | O            | O            | XO           | XXX          | –            | –            | 1,77         |       |       |
| 5.      | Natalja Roszczupkina | Rosja             | –            | O            | XO           | O            | XO           | XXX          | –            | –            | 1,77         |       |       |
| 6.      | Mona Steigauf        | Niemcy            | –            | O            | O            | XXO          | XO           | XXX          | –            | –            | 1,77         |       |       |
| 7.      | Remigija Nazarovienė | Litwa             | –            | O            | O            | XO           | XXO          | XXX          | –            | –            | 1,77         |       |       |
| 8.      | Irina Biełowa        | Rosja             | –            | O            | O            | O            | XXX          | –            | –            | –            | 1,74         |       |       |

### Pchnięcie kulą
Źródło: 
| Miejsce | Zawodniczka          | Państwo           | Podejście | Podejście | Podejście | Wynik | Uwagi |
| Miejsce | Zawodniczka          | Państwo           | #1        | #2        | #3        | Wynik | Uwagi |
| ------- | -------------------- | ----------------- | --------- | --------- | --------- | ----- | ----- |
| 1.      | DeDee Nathan         | Stany Zjednoczone | X         | X         | 15,10     | 15,10 | PB    |
| 2.      | Remigija Nazarovienė | Litwa             | 14,11     | 14,81     | 13,87     | 14,81 | PB    |
| 3.      | Urszula Włodarczyk   | Polska            | 13,90     | 14,39     | 14,32     | 14,39 |       |
| 4.      | Nathalie Teppe       | Francja           | 13,80     | 14,01     | X         | 14,01 |       |
| 5.      | Jane Jamieson        | Australia         | 13,94     | 13,70     | X         | 13,94 |       |
| 6.      | Natalja Roszczupkina | Rosja             | 13,42     | 13,85     | 13,48     | 13,85 |       |
| 7.      | Irina Biełowa        | Rosja             | 13,49     | 13,37     | 13,76     | 13,76 |       |
| 8.      | Mona Steigauf        | Niemcy            | 12,06     | 11,95     | 12,68     | 12,68 |       |

### Skok w dal
Źródło: 
| Miejsce | Zawodniczka          | Państwo           | Podejście | Podejście | Podejście | Wynik | Uwagi |
| Miejsce | Zawodniczka          | Państwo           | #1        | #2        | #3        | Wynik | Uwagi |
| ------- | -------------------- | ----------------- | --------- | --------- | --------- | ----- | ----- |
| 1.      | Irina Biełowa        | Rosja             | 6,45      | X         | 4,66      | 6,45  |       |
| 2.      | Nathalie Teppe       | Francja           | 6,05      | 6,27      | 6,15      | 6,27  |       |
| 3.      | DeDee Nathan         | Stany Zjednoczone | 6,07      | X         | 6,24      | 6,24  | PB    |
| 4.      | Urszula Włodarczyk   | Polska            | 6,20      | X         | –         | 6,20  |       |
| 5.      | Jane Jamieson        | Australia         | 6,07      | 6,04      | 6,08      | 6,08  |       |
| 6.      | Remigija Nazarovienė | Litwa             | 6,02      | X         | 5,91      | 6,02  |       |
| 7.      | Mona Steigauf        | Niemcy            | 5,84      | 5,98      | 5,77      | 5,98  |       |
| 8.      | Natalja Roszczupkina | Rosja             | 5,70      | 5,77      | 5,98      | 5,98  |       |

### Bieg na 800 m
Źródło: 
| Miejsce | Zawodniczka          | Państwo           | Wynik   | Uwagi |
| ------- | -------------------- | ----------------- | ------- | ----- |
| 1.      | Irina Biełowa        | Rosja             | 2:09,29 |       |
| 2.      | DeDee Nathan         | Stany Zjednoczone | 2:18,98 | PB    |
| 3.      | Mona Steigauf        | Niemcy            | 2:19,62 |       |
| 4.      | Urszula Włodarczyk   | Polska            | 2:19,62 |       |
| 5.      | Jane Jamieson        | Australia         | 2:19,64 |       |
| 6.      | Remigija Nazarovienė | Litwa             | 2:20,06 |       |
| 7.      | Nathalie Teppe       | Francja           | 2:20,08 |       |
| 8.      | Natalja Roszczupkina | Rosja             | 2:20,18 |       |

### Ostateczna klasyfikacja
| Miejsce | Zawodniczka          | Państwo           | Konkurencje | Konkurencje | Konkurencje | Konkurencje | Konkurencje   | Wynik | Uwagi |
| Miejsce | Zawodniczka          | Państwo           | 60H         | HJ          | SP          | LJ          | 800           | Wynik | Uwagi |
| ------- | -------------------- | ----------------- | ----------- | ----------- | ----------- | ----------- | ------------- | ----- | ----- |
| 01 !    | DeDee Nathan         | Stany Zjednoczone | 1070 (8,26) | 1054 (1,86) | 868 (15,10) | 924 (6,24)  | 837 (2:18,98) | 4753  | [ 6 ] |
| 02 !    | Irina Biełowa        | Rosja             | 1044 (8,38) | 903 (1,74)  | 778 (13,76) | 991 (6,45)  | 975 (2:09,29) | 4691  |       |
| 03 !    | Urszula Włodarczyk   | Polska            | 1057 (8,32) | 978 (1,80)  | 820 (14,39) | 912 (6,20)  | 829 (2:19,62) | 4596  |       |
| 4.      | Remigija Nazarovienė | Litwa             | 1037 (8,41) | 941 (1,77)  | 848 (14,81) | 856 (6,02)  | 823 (2:20,06) | 4505  |       |
| 5.      | Jane Jamieson        | Australia         | 982 (8,66)  | 1016 (1,83) | 790 (13,94) | 874 (6,08)  | 828 (2:19,64) | 4490  | [ 6 ] |
| 6.      | Nathalie Teppe       | Francja           | 980 (8,67)  | 941 (1,77)  | 795 (14,01) | 934 (6,27)  | 822 (2:20,08) | 4472  | [ 6 ] |
| 7.      | Natalja Roszczupkina | Rosja             | 993 (8,61)  | 941 (1,77)  | 784 (13,85) | 843 (5,98)  | 821 (2:20,18) | 4382  |       |
| 8.      | Mona Steigauf        | Niemcy            | 1061 (8,30) | 941 (1,77)  | 706 (12,68) | 843 (5,98)  | 829 (2:19,62) | 4380  |       |